# 10828 Томджонс
10828 Томджонс (10828 Tomjones) — астероїд головного поясу, відкритий 8 жовтня 1993 року.
Тіссеранів параметр щодо Юпітера — 3,631.